# WTA Elite Trophy 2018 - Doppio
Duan Yingying e Han Xinyun erano le detentrici del titolo, ma non hanno preso parte a questa edizione del torneo.
In finale Lyudmyla e Nadežda Kičenok hanno battuto Shūko Aoyama e Lidzija Marozava con il punteggio di 6-4, 3-6, [10-7].

## Giocatrici
1. Mihaela Buzărnescu /  Alicja Rosolska (round robin)
2. Miyu Katō /  Makoto Ninomiya (round robin)
3. Ljudmyla Kičenok /  Nadežda Kičenok (campionesse)

1. Shūko Aoyama /  Lidzija Marozava (finale)
2. Jiang Xinyu /  Yang Zhaoxuan (round robin)
3. Tang Qianhui /  Xun Fangying (round robin)

## Tabellone

### Legenda
| - Q = Qualificato - WC = Wild card - LL = Lucky loser | - ALT = Alternate - SE = Special Exempt - PR = Protected Ranking | - w/o = Walkover - r = Ritirato - d = Squalificato |

### Finale
|  | Finale |                                  |   |   |      |  |
|  |        |                                  |   |   |      |  |
|  | 4      | Shūko Aoyama Lidzija Marozava    | 4 | 6 | [7]  |  |
|  | 3      | Ljudmyla Kičenok Nadežda Kičenok | 6 | 3 | [10] |  |

### Gruppo Giglio
|      |                                    | Buzărnescu Rosolska | Aoyama Marozava  | Tang Xun         | RR V-P | Set V-P   | Game V-P    | Classifica |
| 1    | Mihaela Buzărnescu Alicja Rosolska |                     | 3–6, 2–6         | 6–2, 6–2         | 1–1    | 2–2 (50%) | 17–16 (52%) | 2          |
| 4    | Shūko Aoyama Lidzija Marozava      | 6–3, 6–2            |                  | 6–3, 3–6, [6–10] | 1–1    | 3–2 (60%) | 21–15 (58%) | 1          |
| 6/WC | Tang Qianhui Xun Fangying          | 2–6, 2–6            | 3–6, 6–3, [10–6] |                  | 1–1    | 2–3 (40%) | 14–21 (40%) | 3          |

La classifica viene stilata in base ai seguenti criteri: 1) Numero di vittorie; 2) Numero di partite giocate; 3) Scontri diretti (in caso di due giocatori pari merito); 4) Percentuale di set vinti o di game vinti (in caso di tre giocatori pari merito); 5) Decisione della commissione

### Gruppo Bouganville
|      |                                  | Katō Ninomiya    | Kichenok            | Jiang Yang          | RR V-P | Set V-P   | Game V-P    | Classifica |
| 2    | Miyu Katō Makoto Ninomiya        |                  | 4–6, 6–1, [7–10]    | 3–6, 4–6            | 0–2    | 1–4 (20%) | 17–20 (46%) | 3          |
| 3    | Ljudmyla Kičenok Nadežda Kičenok | 6–4, 1–6, [10–7] |                     | 7–6(9), 3–6, [11–9] | 2–0    | 4–2 (67%) | 19–22 (46%) | 1          |
| 5/WC | Jiang Xinyu Yang Zhaoxuan        | 6–3, 6–4         | 6(9)–7, 6–3, [9–11] |                     | 1–1    | 3–2 (60%) | 24–18 (57%) | 2          |

La classifica viene stilata in base ai seguenti criteri: 1) Numero di vittorie; 2) Numero di partite giocate; 3) Scontri diretti (in caso di due giocatori pari merito); 4) Percentuale di set vinti o di game vinti (in caso di tre giocatori pari merito); 5) Decisione della commissione